# Tunezja na Letnich Igrzyskach Olimpijskich 1964
Tunezję na Letnich Igrzyskach Olimpijskich 1964 reprezentowało dziewięciu sportowców (tylko mężczyzn) w trzech dyscyplinach. Był to drugi występ tego kraju na igrzyskach olimpijskich.
Reprezentanci Tunezji zdobyli na tych igrzyskach swoje pierwsze medale olimpijskie (jeden srebrny i jeden brązowy).

## Zdobyte medale
| Medal  | Zawodnik          | Dyscyplina sportowa | Konkurencja          |
| ------ | ----------------- | ------------------- | -------------------- |
| Srebro | Mohammed Gammoudi | Lekkoatletyka       | bieg na 10000 metrów |
| Brąz   | Habib Galhia      | Boks                | waga lekkopółsrednia |

## Wyniki

### Boks
- Tamar Ben Hassan – waga piórkowa (odpadł w drugiej rundzie)
- Habib Galhia – waga lekkopółśrednia (3. miejsce)

### Judo
- Ali Hachicha – kategoria Open (odpadł w pierwszej rundzie)

### Lekkoatletyka
- Mohammed Gammoudi
  - bieg na 5000 metrów (odpadł w eliminacjach)
  - bieg na 10000 metrów (2. miejsce)
- Mohamed Hadheb Hannachi
  - bieg na 10000 metrów (odpadł w eliminacjach)
  - maraton (nie ukończył)
- Hedhili Ben Boubaker – maraton (nie ukończył)
- Labidi Ayachi – bieg na 3000 metrów z przeszkodami (odpadł w eliminacjach)
- Chedli El-Marghni
  - chód na 20 km (24. miejsce)
  - chód na 50 km (30. miejsce)
- Naceur Ben Messaoud – chód na 50 km (nie ukończył)